# Bizzariya
Bizzariya, o també Bazzariya, Bazariyeh o Bizariah (àrab: بزاريا, Bizzāriyā) és un vila palestina de la governació de Nablus, a Cisjordània, al nord de la vall del Jordà, 13,3 kilòmetres al nord-oest de Nablus. Es troba en una vall, 460 metres sobre el nivell del mar. Segons l'Oficina Central Palestina d'Estadístiques tenia 2.252 habitants en 2007.

## Història
Els fragments de ceràmica trobats a Bizzariya indiquen que la vila va ser fundada durant el domini romà d'Orient a Palestina (s.III-VII). Va ser un assentament més petit que un lloc proper a la jurisdicció de Bizzariya anomenat Khirbet Rujman. La majoria dels fragments de ceràmica trobats a Bizzariya es remunta a l'època medieval i el poble era un casale (propietat) Durant domini croat al segle xii.

### Època otomana
Bizzariya, com tots Palestina, va ser incorporada a l'Imperi Otomà en 1517. Al voltant del 20% dels fragments de ceràmica trobats al poble es remunta a aquest període. En els registres d'impostos otomans de 1596, Bizzariya va ser classificada com una ciutat enterament musulmana anomenada "Barazia" i tenia 26 famílies i dos solters. Se situava a la nàhiya de Jabal Sami al liwà de Nablus. Els habitants pagaven una taxa fixa de contribució del 33,3% pels productes agrícoles, com blat, ordi, cultius d'estiu, oliveres i cabres i ruscs, a més d'un molí d'aigua i els ingressos ocasionals, un total de 6,800 akçe.
En 1870 Victor Guérin va assenyalar que la vila tenia uns cent habitants, envoltada de jardins plantats amb figueres i magraners. En 1882 el Survey of Western Palestine del Fons per a l'Exploració de Palestina va descriure Bizzaria com a "petit vilatge en un terreny elevat, amb corrents d'aigua a l'est."

### Època del Mandat Britànic
En el cens de Palestina de 1922, organitzat per les autoritats del Mandat Britànic, Bezarieh tenia 183 habitants, tots musulmans, incrementats en el cens de 1931 a 217, tots musulmans, en 42 cases.
En 1945 la població era de 320, tots musulmans, amb 4,278 dúnams de terra, segons un cens oficial de terra i població. D'aquests, 357 dúnams eren plantacions i terra de rec, 1,393 eren usats per cereals, mentre 52 dúnams eren sòl edificat.

### Després de 1948
Després de la de la Guerra araboisraeliana de 1948, i després dels acords d'Armistici de 1949, Bizzariya va restar en mans de Jordània. Després de la Guerra dels Sis Dies el 1967, ha estat sota ocupació israeliana.

## Geografia
Bizzariya està situada al Mont 'Ilan, que té un cim de 588 metres sobre el nivell del mar. L'elevació mitjana de la vila és de 450 metres sobre el nivell del mar. El nucli antic de la vila es compon de dos dúnams i conté majoritàriament cases mig en ruïnes, amb algunes cases més modernes. Les localitats més properes són Ramin al sud, Burqa al sud-est, Silat ad-Dhahr al nord-est, al-Attara al nord, Kafr Rumman al nord-oest i Anabta a l'oest.

## Demografia
En 1997 Bizzariya tenia 1.606 habitants. Els refugiats palestins i llurs descendents suposaven el 7.3% de la població. Les principals famílies de la vila són els Hussein, Salim, Hammad, Naser i 'Odah.